# Mirfelderbusch

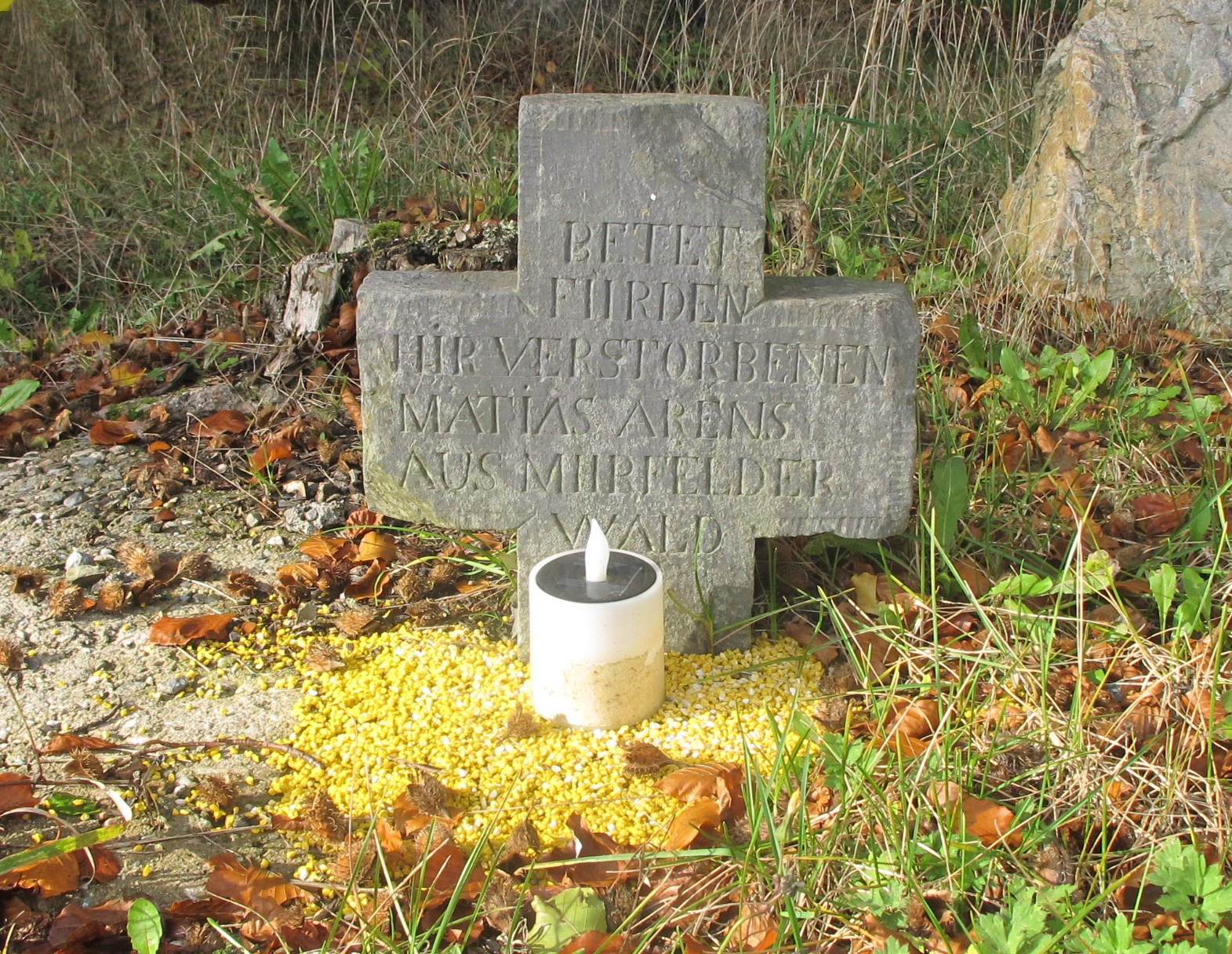
Gedenkkruis

Mirfelderbusch is een bosgebied ten noorden van de tot de Luikse gemeente Amel behorende plaats Mirfeld.
Dit bosgebied is bekend van de jaarlijkse veemarkt die er sedert de 16e eeuw werd gehouden op Egidiusdag (1 september). Tot 5000 stuks vee werden dan samengedreven.
In het bos bevinden zich enkele gedenkkruisen, vervaardigd uit Blauwsteen.
Tijdens het Ardennenoffensief (winter 1944/1945) lag hier een bevoorradingsplaats van het Amerikaanse leger.